# Clara Novello Davies
Ne doit pas être confondu avec Clara Novello.
Clara Novello Davies, née le 7 avril 1861 et morte le 7 février 1943, est une célèbre chanteuse, enseignante et chef d'orchestre galloise. Elle utilise le nom de plume Pencerddes Morgannwg.

## Jeunesse
Clara Novello Davies nait le 7 avril 1861 à Cardiff de Jacob Davies, mineur, et de Margaret (née Evans) Davies. Elle porte le nom de Clara Novello, une célèbre soprano (1818-1908). Son père, chef de la chorale de l'église, lui apprend à jouer de l'harmonium. Elle étudie également la musique avec Charles Williams de la cathédrale de Llandaff.

## Carrière
Dans sa jeunesse, elle est accompagnatrice du Cardiff United Choir et du Cardiff Blue Ribbon Choir. En 1883, elle fonde et dirige le Royal Welsh Ladies' Choir, qui remporte des prix à l'exposition universelle de Chicago en 1893 et à l'exposition de Paris de 1900. Elle dirige encore à soixante-dix ans lorsque le Novello Davies Artist Choir, basé à New York, est invité à l'exposition de Paris en 1937. La chorale collecte des fonds pour des œuvres de charité pendant les deux guerres mondiales.
Clara Novello Davies publie un livre d'instruction, You Can Sing (1928), et des mémoires, The Life I Have Loved (1940). Elle écrit également des chansons, dont Friend ! (1905) et Mother! (1911). Parmi ses élèves en chant figurent l'actrice britannique Dorothy Dickson, le baryton Louis Graveure (en) et la chanteuse d'opéra Mary Ellis (en).

## Décès
Clara Novello Davies épouse David Davies, un clerc d'avoué portant le même nom de famille que le sien, le 31 octobre 1883. Leur fils, David Ivor Davies, devient plus connu sous le nom d'Ivor Novello, acteur, compositeur, dramaturge et réalisateur. Leur fille adoptive, née Maria Williams mais qui prend le nom de Marie Novello, est une pianiste de concert qui meurt d'un cancer de la gorge le 21 juin 1928, à l'âge de 44 ans. Clara Novello Davies devient veuve en 1931 et décède à Londres le 7 février 1943, à l'âge de 81 ans. Elle est incinérée au crématorium de Golders Green.
Le personnage de « Madame Annie » dans The Painted King (1954) de Rhys Davies est basé sur Clara Novello Davies.